# Plectrohyla sagorum
Plectrohyla sagorum är en groddjursart som beskrevs av Hartweg 1941. Plectrohyla sagorum ingår i släktet Plectrohyla och familjen lövgrodor. IUCN kategoriserar arten globalt som starkt hotad. Inga underarter finns listade i Catalogue of Life.